# Transformada chirplet

Comparació d'ona, wavelet, xirp i xirplet

En el processament de senyals, la transformada chirplet és un producte intern d'un senyal d'entrada amb una família de primitives d'anàlisi anomenades chirplets.

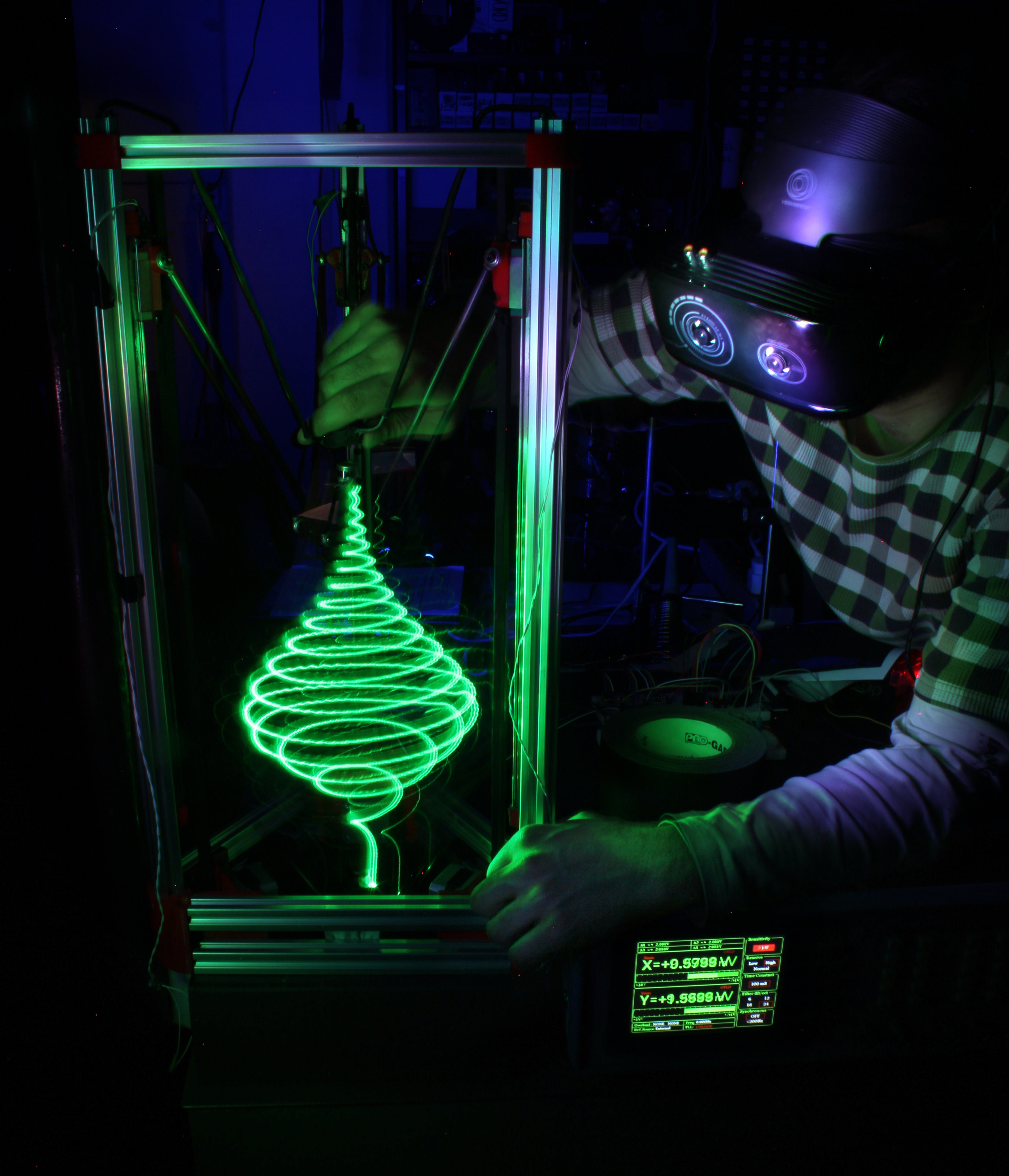
Chirplet en un entorn de realitat mediat per ordinador.

De manera similar a la transformada wavelet, els chirplets es generen generalment a partir (o es poden expressar com a partir de) un chirplet mare única (anàloga a l'anomenada teoria wavelet mare de la teoria wavelet).

## Definicions
El terme chirplet transform va ser encunyat per Steve Mann, com el títol del primer article publicat sobre chirplets. Steve Mann, Domingo Mihovilovic i Ronald Bracewell també van utilitzar el terme chirplet (a part de la transformada de chirplet) per descriure una part amb finestra d'una funció de xirp. En paraules de Mann:
"Un wavelet és un tros d'ona, i un chirlet, de la mateixa manera, és un tros d'un chirp. Més precisament, un chirplet és una part amb finestra d'una funció chirp, on la finestra proporciona una propietat de localització temporal. Pel que fa a l'espai temps-freqüència, els chirplets existeixen com a estructures girades, cisallades o altres que es mouen des del paral·lelisme tradicional amb els eixos de temps i freqüència que són típics de les ones (transformades de Fourier i de temps curt) o wavelets."
Per tant, la transformada chirplet representa un mosaic girat, tallat o transformat d'una altra manera del pla temps-freqüència. Tot i que els senyals de xirp es coneixen des de fa molts anys en radar, compressió de polsos i similars, la primera referència publicada a la transformada chirplet va descriure representacions específiques de senyal basades en famílies de funcions relacionades entre si per modulació de freqüència variable en el temps o modulacions de temps variable de freqüència, a més del canvi de temps i freqüència, i canvis d'escala. En aquest article, es va presentar la transformada de chirplet gaussiana com un d'aquests exemples, juntament amb una aplicació reeixida per a la detecció de fragments de gel al radar (millorant els resultats de detecció d'objectius respecte als enfocaments anteriors). El terme chirplet (però no el terme transformada chirplet) també va ser proposat per a una transformació similar, aparentment independentment, per Mihovilovic i Bracewell més tard aquell mateix any.

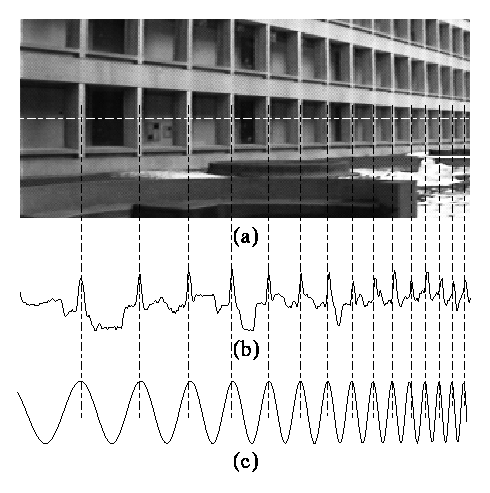
(a) En el processament d'imatges, la periodicitat sovint està subjecta a la geometria projectiva (és a dir, el chirplet que sorgeix de la projecció). (b) En aquesta imatge, estructures repetides com l'espai fosc alternant dins de les finestres i l'espai clar del formigó blanc, chirp (augment de freqüència) cap a la dreta. (c) La transformada chirplet és capaç de representar aquesta variació modulada de manera compacta.

## Aplicacions
La primera aplicació pràctica de la transformada de chirplet va ser en la interacció aigua-home-ordinador (WaterHCI) per a la seguretat marina, per ajudar els vaixells a navegar per aigües infestades de gel, utilitzant el radar marí per detectar els grunyits (petits fragments d'iceberg massa petits per ser visibles amb radar convencional, però prou gran com per danyar un vaixell).
Més recentment, s'han desenvolupat altres aplicacions pràctiques, inclòs el processament d'imatges (per exemple, on hi ha una estructura periòdica capturada mitjançant la geometria projectiva), així com per eliminar la interferència semblant al xirp en comunicacions d'espectre estès, processament en EEG, i Chirplet Time Domain Reflectometry.